# Чхве Ын Гён
Чхве Ын Гён (кор. 최은경, 崔恩景), р.26 декабря 1984 в гор. Тэгу, провинция Кёнсан-Пукто) — южнокорейская шорт-трекистка, 13-тикратная чемпионка мира и двукратная чемпионка Олимпийских игр.

## Спортивная карьера
Чхве Ын Гён начала заниматься шорт-треком со своей старшей сестрой в 1-м классе начальной школы Юнцзиу в Тэгу. Когда она была первокурсницей в средней школе для девочек Деохва, то была выбрана в национальную команду на сезон 1998-99 годов в Сеул, но была вынуждена покинуть команду из-за возрастного ограничения, установленного недавно созданной ИСУ. 
В 2000 году приняла участие на юниорском чемпионате мира в Венгрии, где заняла 9-е место в общем зачёте. Когда Чхве Ын Гён была в третьем классе средней школы, она перешла в среднюю школу Сеула Мокиль и поступила в среднюю школу для девочек Сехва. В 2001 году стала обладательницей серебряной медали на командном чемпионате мира а Минамимаки. 
В феврале 2002 года Чхве Ын Гён участвовала в Олимпийских играх в Солт-Лейк-Сити, и на первой дистанции 1500 метров вышла из полуфинала с новым мировым рекордом 2:21,069 сек. В финале заняла второе место, уступив только Ко Ги Хён, следом заняла 7-е место в беге на 500 м и 6-е на 1000 м, а в составе эстафеты выиграла золотую медаль. В марте завоевала золотые медали на чемпионате мира в Монреале в эстафете, и на чемпионате мира среди команд в Милуоки.
Она участвовала в феврале 2003 года на Зимних Азиатских играх в Аомори и выиграла золотые медали в эстафете и беге на 1500 метров. Весной стала обладательницей золотой и серебряной медалей на дистанциях 1500 и 1000 метров на чемпионате мира в Варшаве и стала первой в общем зачёте, а также завоевала золотую медаль на чемпионате мира среди команд в Софии.
На чемпионате мира в Гётеборге 2004 года она завоевала четыре золотых медали, в том числе в общем зачёте, и одну бронзовую медаль в беге на 500 м., также в марте она вновь стала обладательницей золотой медали чемпионата мира среди команд в Санкт-Петербурге. В том же году поступила в Корейский спортивный университет. В январе 2005 года на зимней Универсиаде в Инсбруке, победила на всех дистанциях и в эстафете. Тогда же с матерью переехала жить в Намъянджу.
Март 2005 принёс ей золотую медаль в беге на 1000 м и серебряную в многоборье на чемпионате мира в Пекине, а также золотую медаль чемпионата мира среди команд в Чхунчхоне. В феврале 2006 году Чхве Ын Гён на Олимпийских играх в Турине выиграла золотую медаль в эстафете и серебряную медаль в гонке на 1500 м. В забеге на 1000 метров была дисквалифицирована из-за абсурдного и неоднозначного решения за препятствие на пути у Ян Ян (A). 
В марте 2006 после Олимпиады на чемпионате мира в Миннеаполисе добыла бронзовую медаль в беге на 1500 метров и золотую медаль на чемпионате мира среди команд в Монреале. Он входила в число 15 конькобежцев первой половины сезона 2006-07 годов, но снялась во второй, по слухам у неё был аппендицит.
Завершив карьеру, она в 2009 году получила докторскую степень по спортивной психологии в Корейском спортивном университете и в мае присоединилась к компании "Hucos Korea" в качестве менеджера по маркетингу.